# Ray Reardon
Ray Reardon, född 8 oktober 1932 i Tredegar, Blaenau Gwent, död 19 juli 2024, var en brittisk (walesisk) snookerspelare.
Reardon var, liksom många av sina samtida konkurrenter, ganska gammal under sin storhetstid. Han blev inte professionell förrän vid 35 års ålder, och vann sin första VM-titel 1970, 38 år gammal. Snooker var en mycket liten sport på 1960-talet, och det fanns ingen möjlighet att försörja sig som professionell spelare då. Under 1970-talet dominerade Reardon snookern tillsammans med John Spencer och i viss mån Alex Higgins. 
Reardon vann sin sista VM-titel 1978, men var en av de bästa spelarna i världen en bra bit in på 1980-talet. Han innehar för övrigt rekordet som den äldste som vunnit en rankingturnering i snooker, han vann Professional Players Tournament (senare Grand Prix) 1982 som 50-åring. År 1983 vann Reardon inbjudningsturneringen Yamaha International Masters (senare British Open), och 1985 var kanske hans sista säsong i den absoluta världseliten, då han åter nådde semifinal i VM och gick till final i World Doubles tillsammans med Tony Jones.
Reardon blev den förste spelaren att rankas som världsetta när rankingsystemet introducerades 1976, och innehade denna position i sammanlagt 6 år. Han fick smeknamnet Dracula på grund av sitt utseende med bland annat svart hår med V-formad lugg. Han var rådgivare åt Ronnie O'Sullivan under en period fram till dennes VM-Guld 2004.

## Titlar

### Rankingtitlar
- VM 1974, 1975, 1976, 1978
- Professional Players Tournament 1982

### Övriga titlar (urval)
- VM - 1970, 1973 (VM fick inte rankingstatus förrän 1974)
- Park Drive £2000 - 1971
- Pontins Professional - 1974, 1975, 1976, 1978
- Masters - 1976
- Pot Black - 1969, 1979
- World Cup - 1979, 1980 (med Wales)
- Yamaha International Masters - 1983
- Welsh Professional Championship - 1981, 1983